# Phelloderma
Phelloderma är ett släkte av svampdjur. Phelloderma ingår i familjen Phellodermidae.
Kladogram enligt Catalogue of Life:
| Phelloderma | \| \| Phelloderma polypoides \| \| \| \| \| \| Phelloderma radiatum \| \| \| \| |
|             | \| \| Phelloderma polypoides \| \| \| \| \| \| Phelloderma radiatum \| \| \| \| |
|             | Echinostylinos                                                                  |
|             |                                                                                 |
|             | Phelloderma polypoides                                                          |
|             |                                                                                 |
|             | Phelloderma radiatum                                                            |
|             |                                                                                 |

|  | Phelloderma polypoides |
|  |                        |
|  | Phelloderma radiatum   |
|  |                        |